# Feniletanolamina N-metiltransferase
Feniletanolamina N-metiltransferase (PNMT) é uma enzima encontrada principalmente na medula adrenal que converte norepinefrina (noradrenalina) em epinefrina (adrenalina). Também é expresso em pequenos grupos de neurônios no cérebro humano e em populações selecionadas de cardiomiócitos.